# Diego Aguirre
Diego Aguirre (Montevideo, 13 de septiembre de 1965) es un exfutbolista y entrenador uruguayo. Actualmente dirige al Club Atlético Peñarol.
Es recordado por su agónico gol en Peñarol en el minuto 120 de la tercera final de la Copa Libertadores 1987 frente a América de Cali, que le dio el triunfo por 1-0 a Peñarol y así el título de campeón de América, cuando el empate daba como campeón al conjunto colombiano.

## Trayectoria

### Como jugador
Aguirre, graduado del Liverpool, se unió al club en 1982 a la edad de 16 años e hizo su debut profesional al año siguiente. En 1986, se mudó a Peñarol, rival de la ciudad, y formó parte del equipo que ganó la Copa Libertadores 1987, anotando un gol en el último minuto en la final.
En 1988, antes de una modesta etapa con el Olympiacos,Aguirre tuvo un breve paso por la Fiorentina de Sven-Göran Eriksson, apareciendo sólo en la Copa Italia.Posteriormente se trasladó a Brasil, representando a Internacional y São Paulo.
En los años siguientes, Aguirre rara vez se instaló en un club y jugó en Portuguesa, Independiente, Peñarol, Bolívar, CA Marbella, Danubio, CD Ourense, Deportivo FAS, River Plate, Deportes Temuco y Rentistas.

### Como entrenador
Comenzó dirigiendo al humilde Plaza Colonia en el año 2002. Realizó una destacable campaña con un vistoso fútbol y clasificó al equipo a la entonces existente Liguilla Pre-Libertadores de la mano de un, en aquel entonces, desconocido Diego Lugano.
En el año 2003 pasó a dirigir al Peñarol donde logró obtener el Campeonato Uruguayo, dejando el club en el año 2004.En esta temporada debutó Cristian Rodríguez.
El 20 de diciembre de 2005, Aguirre fue nombrado responsable del Aucas, pero fue despedido en marzo siguiente.En 2007, fue nombrado entrenador del Montevideo Wanderers y posteriormente dirigió a Alianza Lima durante sólo cinco partidos.
En 2008, Aguirre fue nombrado entrenador de la selección sub-20 de Uruguay, tras un pedido de Óscar Tabárez.
El 7 de diciembre de 2010 regresó a Peñarol, ganó otro campeonato nacional y llegó a la final de la Copa Libertadores 2011, donde su equipo perdió ante Santos.
El 5 de septiembre de 2011, Aguirre fichó por el Al-Rayyan, permaneciendo en el cargo hasta el 4 de noviembre de 2013. Posteriormente reemplazó a Zico al frente del Al-Gharafa, siendo nombrado el 2 de febrero de 2014.
El 22 de diciembre de 2014, fue nombrado entrenador del Internacional, siendo relevado de sus funciones el 6 de agosto de 2015.
En diciembre del mismo año, Aguirre fue anunciado como nuevo entrenador del Atlético Mineiro.
Tras perder el título del Campeonato Mineiro y ser eliminado en cuartos de final de la Copa Libertadores por el São Paulo, renunció a su cargo.
El 27 de junio de 2016, sustituyó a Pablo Guede al frente de San Lorenzo.
El 22 de septiembre del año siguiente dimitió tras quedar eliminado de la Copa Libertadores de ese año. 
En mayo de 2017 logró clasificar en forma agónica a octavos de final de la Copa Libertadores, recuperando el mal inicio del equipo en el torneo y logrando una clasificación que se negaba desde 2014. Sin embargo el nivel del equipo no mejoró y, luego de quedar eliminado de la Copa Argentina frente a Deportivo Moróny en cuartos de final de la Libertadores a manos de Lanús,el uruguayo renunció a su cargo en el Ciclón.
En marzo de 2018, fue anunciado como entrenador del São Paulo, en sustitución de Dorival Júnior.Fue despedido el 11 de noviembre, tras una decisión conjunta con la junta directiva del club.
En julio del 2016, Aguirre regresó a Al-Rayyan para un segundo período.
Abandonó el club tras el decepcionante empate contra el Al-Arabi el 11 de diciembre, siendo posteriormente sustituido por el técnico francés Laurent Blanc.
El 19 de junio de 2021, comenzó su segunda etapa en el Internacional, llegando en sustitución del español Miguel Ángel Ramírez.
Dejó el club de mutuo acuerdo el 15 de diciembre, luego de no clasificar a la Copa Libertadores.
El 31 de mayo de 2022 firmó con Cruz Azul, siendo su primera experiencia en México.
Fue despedido el 21 de agosto, tras una derrota por 7-0 ante el América.
El 11 de marzo de 2023, Aguirre reemplazó a Julio César Cáceres al frente del Club Olimpia.
Fue despedido el 20 de julio, tras una mala campaña en la liga.
El 6 de agosto de 2023, regresó a Brasil y se convirtió en el tercer entrenador permanente de la temporada del Santos.
Fue despedido el 15 de septiembre, tras cuatro derrotas en sólo cinco partidos.
El 21 de noviembre de 2023, luego de 12 años, se anunció su regreso a Peñarol.

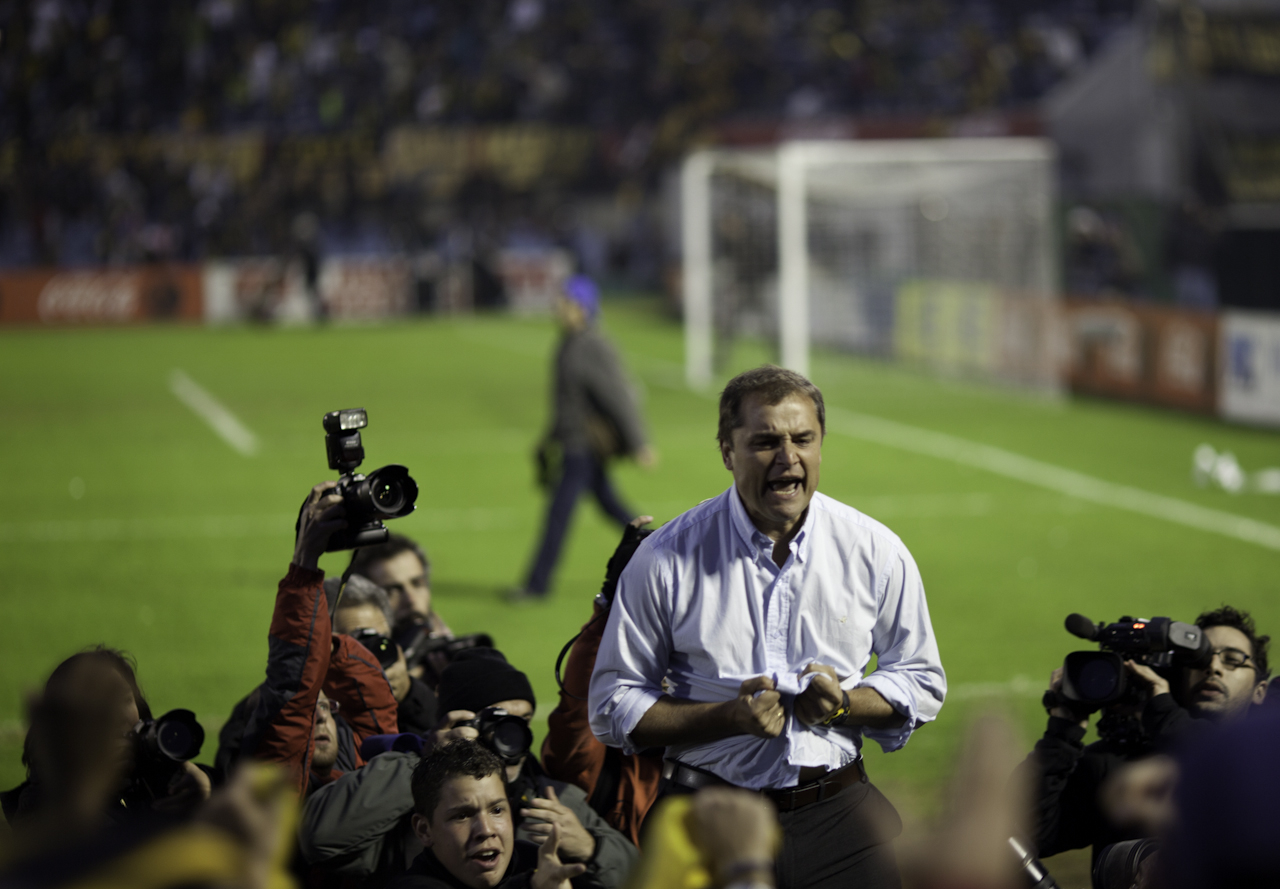
Diego Aguirre festejando el campeonato uruguayo obtenido con Peñarol en 2010.

## Selección nacional
El 7 de noviembre de 2007 Aguirre fue nombrado como entrenador de la Selección sub-20 de Uruguay, a la cual dirigió durante el sudamericano de 2009 logrando clasificarse primero en su grupo y obteniendo un cupo para el mundial de 2009 a disputarse en Egipto. En él, consiguió llegar hasta octavos de final donde sería eliminado por Brasil.
En su período en el seleccionado juvenil se destacaron jugadores como Nicolás Lodeiro, Gastón Ramírez, Tabaré Viudez, Abel Hernández, Santiago "Morro" García y Sebastián Coates.

### Participaciones en campeonatoSudamericano sub-20
| Campeonato                  | Sede      | Resultado     | PG | PE | PP |
| --------------------------- | --------- | ------------- | -- | -- | -- |
| Sudamericano Sub-20 de 2009 | Venezuela | Tercer puesto | 6  | 1  | 2  |

### Participaciones enCopa Mundial sub-20
| Mundial                | Sede   | Resultado        | PG | PE | PP |
| ---------------------- | ------ | ---------------- | -- | -- | -- |
| Mundial Sub-20 de 2009 | Egipto | Octavos de final | 2  | 1  | 2  |

## Clubes

### Como jugador
| Club              | País        | Año       |
| ----------------- | ----------- | --------- |
| Liverpool         | Uruguay     | 1983-1985 |
| Peñarol           | Uruguay     | 1986-1988 |
| Fiorentina        | Italia      | 1988      |
| Olympiacos        | Grecia      | 1989      |
| Peñarol           | Uruguay     | 1989      |
| Internacional     | Brasil      | 1990      |
| São Paulo         | Brasil      | 1990      |
| Portuguesa        | Brasil      | 1991      |
| Peñarol           | Uruguay     | 1992      |
| Independiente     | Argentina   | 1992      |
| CA Marbella       | España      | 1993-1994 |
| Danubio           | Uruguay     | 1994      |
| Ourense           | España      | 1995      |
| Deportivo Sipessa | Perú        | 1996      |
| Deportivo FAS     | El Salvador | 1996      |
| River Plate       | Uruguay     | 1997-1998 |
| Deportes Temuco   | Chile       | 1998      |
| Rentistas         | Uruguay     | 1999      |

### Como entrenador
| Equipo                         | Div.                | Temporada           | Liga  | Liga | Liga | Liga | Liga |       | Copa | Copa | Copa | Copa  |    | Internacional | Internacional | Internacional | Internacional | Internacional |   | Otros | Otros | Otros | Otros |     | Totales     | Totales | Totales | Totales | Totales | Totales | Totales | Totales |
| Equipo                         | Div.                | Temporada           | Part. | G    | E    | P    | Pos. | Part. | G    | E    | P    | Part. | G  | E             | P             | Pos.          | Part.         | G             | E | P     | Part. | G     | E     | P   | Rendimiento | GF      | GC      | Dif.    |         |         |         |         |
| ------------------------------ | ------------------- | ------------------- | ----- | ---- | ---- | ---- | ---- | ----- | ---- | ---- | ---- | ----- | -- | ------------- | ------------- | ------------- | ------------- | ------------- | - | ----- | ----- | ----- | ----- | --- | ----------- | ------- | ------- | ------- | ------- | ------- | ------- | ------- |
| Plaza Colonia · Uruguay        | 1.ª                 | 2002                | 35    | 16   | 6    | 13   | 5.º  | -     | -    | -    | -    | -     | -  | -             | -             | -             | 3             | 0             | 1 | 2     | 38    | 16    | 7     | 15  | 48.25%      | 52      | 45      | +7      |         |         |         |         |
| Plaza Colonia · Uruguay        | Total               | Total               | 35    | 16   | 6    | 13   | -    | -     | -    | -    | -    | -     | -  | -             | -             | -             | 3             | 0             | 1 | 2     | 38    | 16    | 7     | 15  | 48.25%      | 52      | 45      | +7      |         |         |         |         |
| Peñarol · Uruguay              | 1.ª                 | 2003                | 35    | 25   | 5    | 5    | 1.º  | -     | -    | -    | -    | 6     | 2  | 1             | 3             | FG            | -             | -             | - | -     | 41    | 27    | 6     | 8   | 70.73%      | 86      | 47      | +39     |         |         |         |         |
| Peñarol · Uruguay              | 1.ª                 | 2004                | 35    | 16   | 10   | 9    | 4.º  | -     | -    | -    | -    | 10    | 4  | 3             | 3             | FG            | 6             | 3             | 3 | 0     | 51    | 23    | 16    | 12  | 55.56%      | 91      | 68      | +23     |         |         |         |         |
| Aucas · Ecuador                | 1.ª                 | 2006                | 11    | 3    | 3    | 5    | Inc. | -     | -    | -    | -    | -     | -  | -             | -             | -             | -             | -             | - | -     | 11    | 3     | 3     | 5   | 36.36%      | 13      | 14      | -1      |         |         |         |         |
| Aucas · Ecuador                | Total               | Total               | 11    | 3    | 3    | 5    | -    | -     | -    | -    | -    | -     | -  | -             | -             | -             | -             | -             | - | -     | 11    | 3     | 3     | 5   | 36.36%      | 13      | 14      | -1      |         |         |         |         |
| Montevideo Wanderers · Uruguay | 1.ª                 | 2006-07             | 15    | 8    | 2    | 5    | 4.º  | -     | -    | -    | -    | -     | -  | -             | -             | -             | -             | -             | - | -     | 15    | 8     | 2     | 5   | 57.77%      | 31      | 21      | +10     |         |         |         |         |
| Montevideo Wanderers · Uruguay | Total               | Total               | 15    | 8    | 2    | 5    | -    | -     | -    | -    | -    | -     | -  | -             | -             | -             | -             | -             | - | -     | 15    | 8     | 2     | 5   | 57.77%      | 31      | 21      | +10     |         |         |         |         |
| Alianza Lima · Perú            | 1.ª                 | 2007                | 5     | 1    | 2    | 2    | Inc. | -     | -    | -    | -    | -     | -  | -             | -             | -             | -             | -             | - | -     | 5     | 1     | 2     | 2   | 33.33%      | 4       | 9       | -5      |         |         |         |         |
| Alianza Lima · Perú            | Total               | Total               | 5     | 1    | 2    | 2    | -    | -     | -    | -    | -    | -     | -  | -             | -             | -             | -             | -             | - | -     | 5     | 1     | 2     | 2   | 33.33%      | 4       | 9       | -5      |         |         |         |         |
| Peñarol · Uruguay              | 1.ª                 | 2009-10             | 18    | 15   | 2    | 1    | 1.º  | -     | -    | -    | -    | -     | -  | -             | -             | -             | -             | -             | - | -     | 18    | 15    | 2     | 1   | 87.03%      | 42      | 18      | +24     |         |         |         |         |
| Peñarol · Uruguay              | 1.ª                 | 2010-11             | 19    | 11   | 4    | 4    | Inc. | -     | -    | -    | -    | 14    | 6  | 2             | 6             | 2.º           | -             | -             | - | -     | 33    | 17    | 6     | 10  | 57.58%      | 49      | 39      | +10     |         |         |         |         |
| Al-Rayyan Catar                | 1.ª                 | 2011-12             | 22    | 10   | 9    | 3    | 3.º  | 2     | 1    | 1    | 0    | 6     | 2  | 0             | 4             | FG            | -             | -             | - | -     | 30    | 13    | 10    | 7   | 54.44%      | 62      | 41      | +21     |         |         |         |         |
| Al-Rayyan Catar                | 1.ª                 | 2012-13             | 22    | 11   | 4    | 7    | 4.º  | 6     | 2    | 0    | 4    | 6     | 1  | 1             | 4             | FG            | -             | -             | - | -     | 34    | 14    | 5     | 15  | 46.08%      | 68      | 65      | +3      |         |         |         |         |
| Al-Rayyan Catar                | 1.ª                 | 2013-14             | 6     | 1    | 1    | 4    | Inc. | 2     | 0    | 1    | 1    | -     | -  | -             | -             | -             | -             | -             | - | -     | 8     | 1     | 2     | 5   | 20.83%      | 12      | 18      | -6      |         |         |         |         |
| Al-Gharafa Catar               | 1.ª                 | 2013-14             | 7     | 3    | 1    | 3    | 9.º  | -     | -    | -    | -    | -     | -  | -             | -             | -             | -             | -             | - | -     | 7     | 3     | 1     | 3   | 47.62%      | 10      | 9       | +1      |         |         |         |         |
| Al-Gharafa Catar               | Total               | Total               | 7     | 3    | 1    | 3    | -    | -     | -    | -    | -    | -     | -  | -             | -             | -             | -             | -             | - | -     | 7     | 3     | 1     | 3   | 47.62%      | 10      | 9       | +1      |         |         |         |         |
| Internacional · Brasil         | 1.ª                 | 2015                | 16    | 5    | 6    | 5    | Inc. | 22    | 14   | 6    | 2    | 12    | 7  | 2             | 3             | 1/2           | -             | -             | - | -     | 50    | 26    | 14    | 10  | 61.33%      | 67      | 46      | +21     |         |         |         |         |
| Atlético Mineiro · Brasil      | 1.ª                 | 2016                | 1     | 1    | 0    | 0    | Inc. | 19    | 8    | 5    | 6    | 10    | 6  | 2             | 2             | 1/4           | -             | -             | - | -     | 30    | 15    | 7     | 8   | 57.78%      | 53      | 26      | +27     |         |         |         |         |
| Atlético Mineiro · Brasil      | Total               | Total               | 1     | 1    | 0    | 0    | -    | 19    | 8    | 5    | 6    | 10    | 6  | 2             | 2             | -             | -             | -             | - | -     | 30    | 15    | 7     | 8   | 57.78%      | 53      | 26      | +27     |         |         |         |         |
| San Lorenzo Argentina          | 1.ª                 | 2016-17             | 30    | 16   | 5    | 9    | 7.º  | 3     | 2    | 0    | 1    | 14    | 7  | 3             | 4             | 1/2           | -             | -             | - | -     | 47    | 25    | 8     | 14  | 58.86%      | 82      | 52      | +30     |         |         |         |         |
| San Lorenzo Argentina          | 1.ª                 | 2017-18             | 3     | 1    | 2    | 0    | Inc. | 3     | 3    | 0    | 0    | 4     | 2  | 0             | 2             | 1/4           | -             | -             | - | -     | 10    | 6     | 2     | 2   | 66.67%      | 14      | 21      | -7      |         |         |         |         |
| San Lorenzo Argentina          | Total               | Total               | 33    | 17   | 7    | 9    | -    | 6     | 5    | 0    | 1    | 18    | 9  | 3             | 6             | -             | -             | -             | - | -     | 57    | 31    | 10    | 16  | 60.24%      | 96      | 73      | +23     |         |         |         |         |
| São Paulo · Brasil             | 1.ª                 | 2018                | 33    | 15   | 13   | 5    | Inc. | 5     | 0    | 1    | 4    | 4     | 2  | 1             | 1             | 2.ªF          | -             | -             | - | -     | 42    | 17    | 15    | 10  | 52.38%      | 51      | 37      | +14     |         |         |         |         |
| São Paulo · Brasil             | Total               | Total               | 33    | 15   | 13   | 5    | -    | 5     | 0    | 1    | 4    | 4     | 2  | 1             | 1             | -             | -             | -             | - | -     | 42    | 17    | 15    | 10  | 52.38%      | 51      | 37      | +14     |         |         |         |         |
| Al-Rayyan Catar                | 1.ª                 | 2019-20             | 22    | 15   | 6    | 1    | 2.º  | 10    | 3    | 2    | 5    | 1     | 0  | 0             | 1             | 3.ªR          | -             | -             | - | -     | 33    | 18    | 8     | 7   | 62.63%      | 56      | 38      | +18     |         |         |         |         |
| Al-Rayyan Catar                | 1.ª                 | 2020-21             | 3     | 1    | 1    | 1    | Inc. | 2     | 0    | 0    | 2    | -     | -  | -             | -             | -             | -             | -             | - | -     | 5     | 1     | 1     | 3   | 26.67%      | 5       | 9       | -4      |         |         |         |         |
| Al-Rayyan Catar                | Total               | Total               | 75    | 38   | 21   | 16   | -    | 22    | 6    | 4    | 12   | 13    | 3  | 1             | 9             | -             | -             | -             | - | -     | 110   | 47    | 26    | 37  | 50.61%      | 203     | 171     | +32     |         |         |         |         |
| Internacional · Brasil         | 1.ª                 | 2021                | 33    | 11   | 10   | 12   | 12.º | -     | -    | -    | -    | 2     | 0  | 2             | 0             | 1/8           | -             | -             | - | -     | 35    | 11    | 12    | 12  | 42.86%      | 39      | 33      | +6      |         |         |         |         |
| Internacional · Brasil         | Total               | Total               | 49    | 16   | 16   | 17   | -    | 22    | 14   | 6    | 2    | 14    | 7  | 4             | 3             | -             | -             | -             | - | -     | 85    | 37    | 26    | 22  | 53.73%      | 106     | 79      | +27     |         |         |         |         |
| Cruz Azul · México             | 1.ª                 | 2022-A              | 10    | 2    | 2    | 6    | Inc. | -     | -    | -    | -    | -     | -  | -             | -             | -             | 1             | 0             | 1 | 0     | 11    | 2     | 3     | 6   | 27.27%      | 14      | 27      | -13     |         |         |         |         |
| Cruz Azul · México             | Total               | Total               | 10    | 2    | 2    | 6    | -    | -     | -    | -    | -    | -     | -  | -             | -             | -             | 1             | 0             | 1 | 0     | 11    | 2     | 3     | 6   | 27.27%      | 14      | 27      | -13     |         |         |         |         |
| Olimpia Paraguay               | 1.ª                 | 2023-A              | 15    | 5    | 4    | 6    | 6.º  | -     | -    | -    | -    | 6     | 4  | 2             | 0             | Inc.          | -             | -             | - | -     | 21    | 9     | 6     | 6   | 52.38%      | 32      | 21      | +11     |         |         |         |         |
| Olimpia Paraguay               | 1.ª                 | 2023-C              | 2     | 0    | 0    | 2    | Inc. | -     | -    | -    | -    | -     | -  | -             | -             | -             | -             | -             | - | -     | 2     | 0     | 0     | 2   | 0%          | 3       | 5       | -2      |         |         |         |         |
| Olimpia Paraguay               | Total               | Total               | 17    | 5    | 4    | 8    | -    | -     | -    | -    | -    | 6     | 4  | 2             | 0             | -             | -             | -             | - | -     | 23    | 9     | 6     | 8   | 47.83%      | 35      | 26      | +9      |         |         |         |         |
| Santos · Brasil                | 1.ª                 | 2023                | 5     | 1    | 0    | 4    | Inc. | -     | -    | -    | -    | -     | -  | -             | -             | -             | -             | -             | - | -     | 5     | 1     | 0     | 4   | 20%         | 2       | 12      | -10     |         |         |         |         |
| Santos · Brasil                | Total               | Total               | 5     | 1    | 0    | 4    | -    | -     | -    | -    | -    | -     | -  | -             | -             | -             | -             | -             | - | -     | 5     | 1     | 0     | 4   | 20%         | 2       | 12      | -10     |         |         |         |         |
| Peñarol · Uruguay              | 1.ª                 | 2023                | 7     | 2    | 3    | 2    | 2.º  | -     | -    | -    | -    | -     | -  | -             | -             | -             | -             | -             | - | -     | 7     | 2     | 3     | 2   | 42.86%      | 3       | 4       | -1      |         |         |         |         |
| Peñarol · Uruguay              | 1.ª                 | 2024                | 38    | 29   | 7    | 2    | 1.º  | 4     | 2    | 0    | 2    | 12    | 7  | 1             | 4             | 1/2           | -             | -             | - | -     | 54    | 38    | 8     | 8   | 75.31%      | 100     | 37      | +63     |         |         |         |         |
| Peñarol · Uruguay              | 1.ª                 | 2025                | 26    | 15   | 5    | 6    | -    | 0     | 0    | 0    | 0    | 8     | 4  | 2             | 2             | 1/8           | 1             | 0             | 0 | 1     | 35    | 19    | 7     | 9   | 60.96%      | 54      | 34      | +20     |         |         |         |         |
| Peñarol · Uruguay              | Total               | Total               | 178   | 113  | 36   | 29   | -    | 4     | 2    | 0    | 2    | 50    | 23 | 9             | 18            | -             | 7             | 3             | 3 | 1     | 239   | 141   | 48    | 50  | 65.69%      | 425     | 247     | +178    |         |         |         |         |
| Total en su carrera            | Total en su carrera | Total en su carrera | 474   | 239  | 113  | 122  | -    | 78    | 35   | 16   | 27   | 115   | 54 | 22            | 39            | -             | 11            | 3             | 5 | 3     | 678   | 331   | 156   | 191 | 56.49%      | 1095    | 796     | +299    |         |         |         |         |
| 1. 2. 3.                       |                     |                     |       |      |      |      |      |       |      |      |      |       |    |               |               |               |               |               |   |       |       |       |       |     |             |         |         |         |         |         |         |         |

#### Resumen por competencias
| Competición                         | Partidos | Ganados | Empatados | Perdidos | %      | Resultado              |
| ----------------------------------- | -------- | ------- | --------- | -------- | ------ | ---------------------- |
| Primera División de Uruguay         | 237      | 140     | 48        | 49       | 65.82% | Campeón                |
| Copa AUF Uruguay                    | 4        | 2       | 0         | 2        | 50%    | Dieciseisavos de final |
| Supercopa Uruguaya                  | 1        | 0       | 0         | 1        | 0%     | Subcampeón             |
| Serie A de Ecuador                  | 11       | 3       | 3         | 5        | 36.36% | 7.º lugar              |
| Primera División de Perú            | 5        | 1       | 2         | 2        | 33.33% | 5.º lugar              |
| Liga de fútbol de Catar             | 82       | 41      | 22        | 19       | 58.94% | Subcampeón             |
| Copa del Emir de Catar              | 2        | 1       | 0         | 1        | 50%    | Octavos de final       |
| Copa Príncipe de la Corona de Catar | 6        | 1       | 1         | 4        | 22.23% | Cuartos de final       |
| Copa de las Estrellas de Catar      | 14       | 4       | 3         | 7        | 35.71% | Semifinales            |
| Primera División de Argentina       | 33       | 17      | 7         | 9        | 58.59% | 7.º lugar              |
| Copa Argentina                      | 6        | 5       | 0         | 1        | 83.33% | Cuartos de final       |
| Brasileirão                         | 88       | 33      | 29        | 26       | 48.48% | 12.º lugar             |
| Copa de Brasil                      | 2        | 0       | 1         | 1        | 16.67% | Cuarta ronda           |
| Campeonato Gaúcho                   | 22       | 14      | 6         | 2        | 72.73% | Campeón                |
| Campeonato Mineiro                  | 16       | 8       | 4         | 4        | 58.33% | Subcampeón             |
| Paulistão                           | 3        | 0       | 0         | 3        | 0%     | Semifinales            |
| Primera Liga de Brasil              | 3        | 0       | 1         | 2        | 11.11% | Fase de grupos         |
| Liga MX                             | 10       | 2       | 2         | 6        | 26.67% | 17.º lugar             |
| Supercopa de la Liga MX             | 1        | 0       | 1         | 0        | 33.33% | Campeón                |
| Primera División de Paraguay        | 17       | 5       | 4         | 8        | 37.25% | 6.º lugar              |
| Copa Libertadores                   | 86       | 43      | 17        | 26       | 56.59% | Subcampeón             |
| Copa Sudamericana                   | 16       | 8       | 4         | 4        | 58.33% | Semifinales            |
| Liga de Campeones de la AFC         | 13       | 3       | 1         | 9        | 25.64% | Fase de grupos         |
| TOTAL                               | 678      | 331     | 156       | 191      | 56.49% | 14 Títulos             |

## Palmarés

### Como jugador

#### Campeonatos nacionales
| Título                    | Club          | País        | Año     |
| ------------------------- | ------------- | ----------- | ------- |
| Torneo Competencia        | Peñarol       | Uruguay     | 1986    |
| Campeonato Uruguayo       | Peñarol       | Uruguay     | 1986    |
| Liguilla Pre-Libertadores | Peñarol       | Uruguay     | 1986    |
| Primera División          | Deportivo FAS | El Salvador | 1995-96 |

#### Campeonatos internacionales
| Título                       | Club    | Sede     | Año  |
| ---------------------------- | ------- | -------- | ---- |
| Copa Libertadores de América | Peñarol | Santiago | 1987 |

### Como entrenador

#### Campeonatos regionales
| Título            | Club          | Estado             | Año  |
| ----------------- | ------------- | ------------------ | ---- |
| Campeonato Gaúcho | Internacional | Río Grande del Sur | 2015 |

#### Campeonatos nacionales
| Título                  | Club      | País    | Año     |
| ----------------------- | --------- | ------- | ------- |
| Torneo Clausura         | Peñarol   | Uruguay | 2003    |
| Campeonato Uruguayo     | Peñarol   | Uruguay | 2003    |
| Torneo Clausura         | Peñarol   | Uruguay | 2010    |
| Campeonato Uruguayo     | Peñarol   | Uruguay | 2009-10 |
| Copa de Catar           | Al-Rayyan | Catar   | 2012    |
| Copa del Jeque Jassem   | Al-Rayyan | Catar   | 2012    |
| Copa del Emir de Catar  | Al-Rayyan | Catar   | 2013    |
| Copa del Jeque Jassem   | Al-Rayyan | Catar   | 2013    |
| Supercopa de la Liga MX | Cruz Azul | México  | 2022    |
| Torneo Apertura         | Peñarol   | Uruguay | 2024    |
| Torneo Clausura         | Peñarol   | Uruguay | 2024    |
| Campeonato Uruguayo     | Peñarol   | Uruguay | 2024    |
| Torneo Intermedio       | Peñarol   | Uruguay | 2025    |

### Distinciones individuales
| Distinción                                                   | Año  |
| ------------------------------------------------------------ | ---- |
| Máximo goleador de la Segunda División de Uruguay (12 goles) | 1985 |
| Miembro del Equipo Ideal de América                          | 1987 |
| Máximo goleador del Campeonato Uruguayo (7 goles)            | 1989 |
| Entrenador del Año de Catar                                  | 2012 |
| Entrenador del Año de Catar                                  | 2019 |
| Mejor entrenador del año del Campeonato Uruguayo             | 2024 |